# D大調

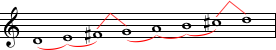
D大調音階（為全音，為半音）

D大調是一個基於D音的大調，由D、E、F♯、G、A、B、C♯、和D組成，調號有兩個升號。關係小調是b小調，並行小調是d小調。

## 特色
小提琴的四條絃分別是對應G D A E四個音，因此D大調很適合用小提琴來演奏。小提琴在空弦的音色和D大調共鳴，因此會產生特別出色的聲音，這也是其他管弦樂弦樂器的特點。
歷史上有許多古典音乐作曲家創作D大調的小提琴协奏曲，包括沃尔夫冈·阿马德乌斯·莫扎特（第2號小提琴協奏曲、第4號小提琴協奏曲）、路德维希·范·贝多芬（小提琴協奏曲）、尼可罗·帕格尼尼 (第1號小提琴協奏曲）、约翰内斯·勃拉姆斯（小提琴協奏曲）、彼得·伊里奇·柴可夫斯基（小提琴协奏曲)、謝爾蓋·謝爾蓋耶維奇·普羅科菲耶夫 (第1號小提琴協奏曲）、伊戈尔·费奥多罗维奇·斯特拉文斯基 (小提琴協奏曲及埃里希·科恩戈尔德（小提琴協奏曲）。